# Gimigliano
Gimigliano község (comune) Olaszország Calabria régiójában, Catanzaro megyében.

## Fekvése
A megye északi részén fekszik. Határai: Carlopoli, Catanzaro, Cicala, Decollatura, Fossato Serralta, Pentone, San Pietro Apostolo, Sorbo San Basile, Soveria Mannelli és Tiriolo.

## Története
A település alapításáról nem léteznek pontos adatok. Valószínűleg a 9. században alapították a szaracén portyázások elől menekülő tengerparti lakosok. Neve, Zimiliani és Gimiliani formákban a 14. században jelenik meg először. Középkori épületeinek nagy része az 1783-as calabriai földrengésben elpusztult. A 19. század elején vált önálló községgé, amikor a Nápolyi Királyságban felszámolták a feudalizmust.

## Népessége
A népesség számának alakulása:

## Főbb látnivalói
- Madonna di Porto-szentély
- Maria SS. Assunta-templom
- San Giovanni Battista-templom
- San Biagio-templom
- Madonna dell’Immacolata-templom
- Madonna delle Grazie-templom
- Madonna della Consolazione-templom
- SS. Salvatore-templom